# Велетенська амбістома Копа
Велетенська амбістома Копа (Dicamptodon copei) — вид земноводних з роду Велетенська амбістома родини Амбістомові. Отримала назву на честь вченого Едварда Копа.

## Опис
Загальна довжина становить 12,4—20,5 см. Спостерігається статевий диморфізм: самиці більші за самців. За своєю будовою схожа на інших представників роду. Відмінністю є більш вузька голова, стиснутий тулуб та короткі лапи. Має 12—13 непомітних реберних борозен. Хвіст довший за тулуб, дещо сплощений, загострюється на кінці. Забарвлення коричневе з жовтуватими плямами або майже оливкове.

## Спосіб життя
Полюбляє старі ліси, часто трапляється поруч з прісноводними річками, озерами та болотами. Веде напівводний спосіб життя. Зустрічається на висоті до 975 м над рівнем моря. Живиться різними безхребетними, дрібною рибою, хвостатими жабами, їх яйцями і пуголовки.
Статева зрілість настає при довжині 6,5—7,7 см. Яйця відкладає цілий рік, але найчастіше в зимові місяці. Самиця постійно охороняє їх від різних хижаків. У кладці зазвичай 25—115 яєць. Цей вид має замало схильності до завершення метаморфози. Більшість особин залишаються у личинковій стадії. Загалом зафіксовано лише 66 фактів завершеної метаморфози.

## Розповсюдження
Поширена у США: від Олімпійського півострова штату Вашингтон на південь до притоки річки Колумбії штату Орегон (США).